# Лорпаризангене, Шахин
Шахин Лорпаризангене (перс. شاهین لرپری زنگنه‎; род. 16 января 1999, Исфахан, Иран) — иранский шахматист, гроссмейстер (2017).
Успешно выступив на чемпионате Азии (до 10 лет) в 2009 году, выполнил норму мастера ФИДЕ. В 2015 году стал международным мастером, а гроссмейстером — после 40-й Шахматной олимпиады в Баку. Выиграл Всемирную юношескую шахматную олимпиаду 2015 года в составе сборной Ирана, а в 2012 и 2014 годах занимал соответственно второе и третье места.
Играет в Иранской шахматной Суперлиге за клубы «Парк Фанавари» (2015), «Зоб Ахан» (2016—2017), «Шардари» (2017), «Сайпа» (c 2018).

## Спортивные результаты
| Год  | Город    | Турнир                                             | + | − | = | Результат | Место |
| ---- | -------- | -------------------------------------------------- | - | - | - | --------- | ----- |
| 2014 | Нью-Дели | «Asian Youth — 2014 Under — 16 Boys»               | 6 | 1 | 2 | 7 из 9    | [ 3 ] |
| 2015 | Москва   | «Aeroflot Open 2015 B»                             | 3 | 2 | 4 | 5 из 9    | [ 4 ] |
|      | Паттайя  | «15th Bangkok Chess Club Open 2015»                | 3 | 0 | 6 | 6 из 9    | [ 5 ] |
|      |          | «Bulgarian chess summer 2015, Albena A tournament» | 3 | 1 | 5 | 5½ из 9   | [ 6 ] |
| 2016 | Баку     | 40-я Олимпиада                                     | 5 | 2 | 4 | 7 из 11   | [ 7 ] |

## Изменения рейтинга
| Графики недоступны из-за технических проблем. См. информацию на Фабрикаторе и на mediawiki.org. |